# Kéniéba
Ne doit pas être confondu avec Koénéba.
Kéniéba est une ville et une  commune rurale malienne, située dans le pays de la Niatiaga[réf. nécessaire], chef-lieu du cercle de Kéniéba, dans la région de Kayes.

## Géographie
Kéniéba est située à 481 km de Bamako (par la route) dans le Bambouk, une région aurifère et sur la route nationale RN 24 (axe Bamako-Sénégal) à 249 km au sud du chef-lieu régional Kayes. La commune est frontalière du Sénégal à l'ouest.
|              | Sitakilly | Kassama, Baye |
| Saraya       | Kéniéba   | Dombia        |
| Médina Baffé | Faléa     | Dabia         |

## Histoire
Le nom Kéniéba est issu de mot Kénié ou kègnè : sable et Ba qui signifie beaucoup en langue malinké.
En 1977, la ville devient le chef-lieu du 5e cercle de la région de Kayes. La commune rurale de Kéniéba est constituée en novembre 1996 par le regroupement de 26 villages de l'ex arrondissement de Kéniéba et de deux villages de l'arrondissement de Dombia.

## Villages
La commune s'étend sur 27 localités relevées lors du recensement général de 2009. 
Les villages les plus peuplés sont :
- Kéniéba (11 741 habitants)
- Sanoukou (3 359 habitants)
- Sansanto (2 339 habitants)

En 2023, la loi 2023-007 attribue à la commune 27 villages, fractions ou quartiers.
- Kéniéba
- Narana
- Kéréko
- Dioulafoundini
- Kolomba 2
- Mogoyafara
- Sananto
- Koundia Mahina
- Guédo
- Moussala
- Mahinamine
- Linguékoto
- Tintikabane
- Manakoto
- Sanougou
- Koutila
- Sélou
- Satadougou
- Fadougou
- Madinanding
- Sitakoto Dindéra
- Goléa
- Goulloudji
- Bassia
- Koundji Kéniéto
- Gato
- Kéniédinto

### Liste des maires de la commune
| Année | Maire élu            | Parti politique |
| ----- | -------------------- | --------------- |
| 2004  | Modibo Sissoko       | indépendant     |
| 2009  | Mamadou Sérif Diallo | Adéma-Pasj      |
| 2016  | Moussa Camara        |                 |

## Population
L'accroissement annuel de la population communale est de 3% pendant la période 1998-2009. Les principaux groupes sociaux sont les Malinkés, Peuls, Bambara et Soninkés.
| 1998   | 2009   | 2010   | 2023   |
| ------ | ------ | ------ | ------ |
| 25 914 | 39 557 | 40 941 | 54 704 |

## Santé
La commune est desservie par le centre de santé de référence de Kéniéba (CSRéf) et 5 centres de santé communautaires (CSCom) situés dans les localités de Kénieba, Golée, Aloukou, Mahamane et Dédougou.

## Économie

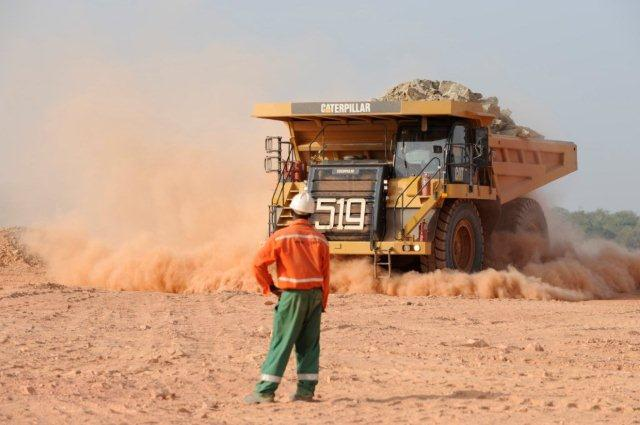
Mine de Loulo

Les principales activités de la population sont l'agriculture, l'orpaillage traditionnel, l'élevage et le commerce ambulant.
La mine de Gounkoto exploitée depuis 2012, fait partie du complexe minier Loulo-Gounkoto, ensemble de deux mines d'or situées sur la rive droite de la Falémé à l'ouest de la commune, il constitue en 2024 une des plus importantes mines d'or d'Afrique.
La mine de d'or de Fékola gérée par la compagnie minière canadienne B2Gold est ouverte depuis 2017 à proximité de la localité de Fadougou et de la frontière sénégalaise.

## Transport
La ville de Kéniéba est desservie par l'aérodrome de Kéniéba.

## Lien
- Plan de développement de la commune rurale de Kéniéba 2019 2023, Développement local Sahel.